# Chilubi (Zambia)

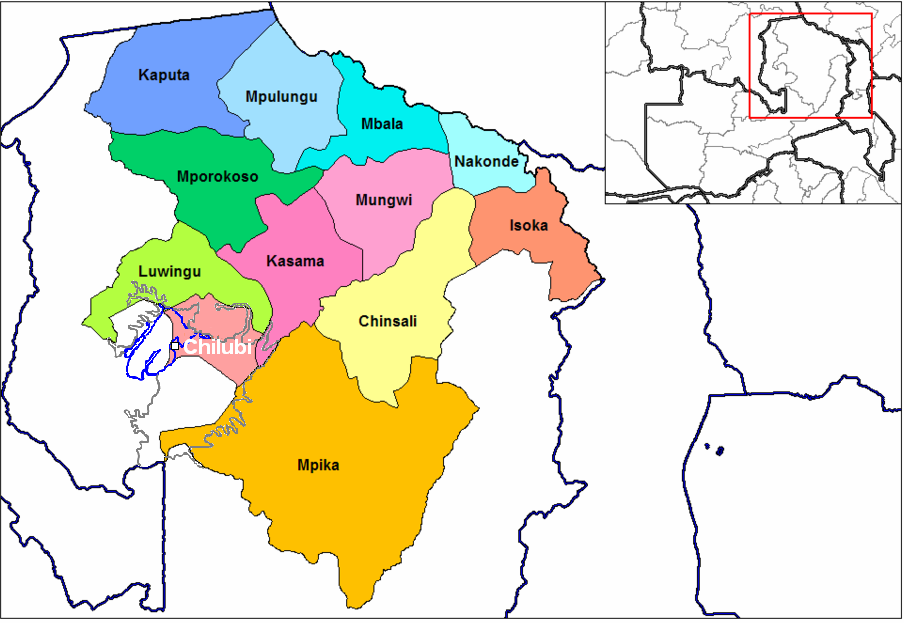
Localización de Chilubi y su distrito

Chilubi es una localidad de Zambia, capital de su distrito y situada en el extremo noroeste de la isla homónima. Conforma el único distrito insular del país.